# La foresta (miniserie televisiva)
La foresta (La forêt) è una miniserie televisiva francese del 2017 in 6 episodi trasmessa dalla rete televisiva belga La Une e successivamente distribuita da Netflix in italiano a partire dal 20 giugno 2018.

## Trama
Nel piccolo paesino montano di Mountfaucon, nella foresta delle Ardenne, l'adolescente Jennifer sparisce improvvisamente dopo aver chiamato durante la notte la sua insegnante Ève. Preoccupata, Ève si reca subito in gendarmeria, dove si è appena insediato il nuovo comandante, il capitano Gaspard Decker. L'agente di vecchia data tenente Virginie Musso inizialmente non dà peso alla cosa, pensando ad una ragazzata, ma Gerard e soprattutto Ève (la cui storia personale è travagliata e misteriosa) si preoccupano e iniziano le ricerche nella foresta attorno. Le sue amiche Maya (figlia adottiva di Virginie) e Océane (il cui padre è un delinquente alcolizzato inviso a tutto il paese per una tragica vicenda accaduta 30 anni prima) si comportano in modo strano e circospetto, evidentemente nascondendo qualcosa alla polizia che le interroga inutilmente. Nel frattempo il corpo di Jennifer viene ritrovato in una sorta di simulacro tombale e in paese la paura latente cresce a dismisura quando anche Océane e Maya spariscono improvvisamente. Gaspard deve cercare di ritrovare il filo dell'indagine in un complicato schema che sembra collegarsi ad eventi irrisolti accaduti quasi 30 anni prima, in cui Ève (che non ha alcuna memoria della sua infanzia) sembra giocare un ruolo cruciale.